# Osztott hajtás

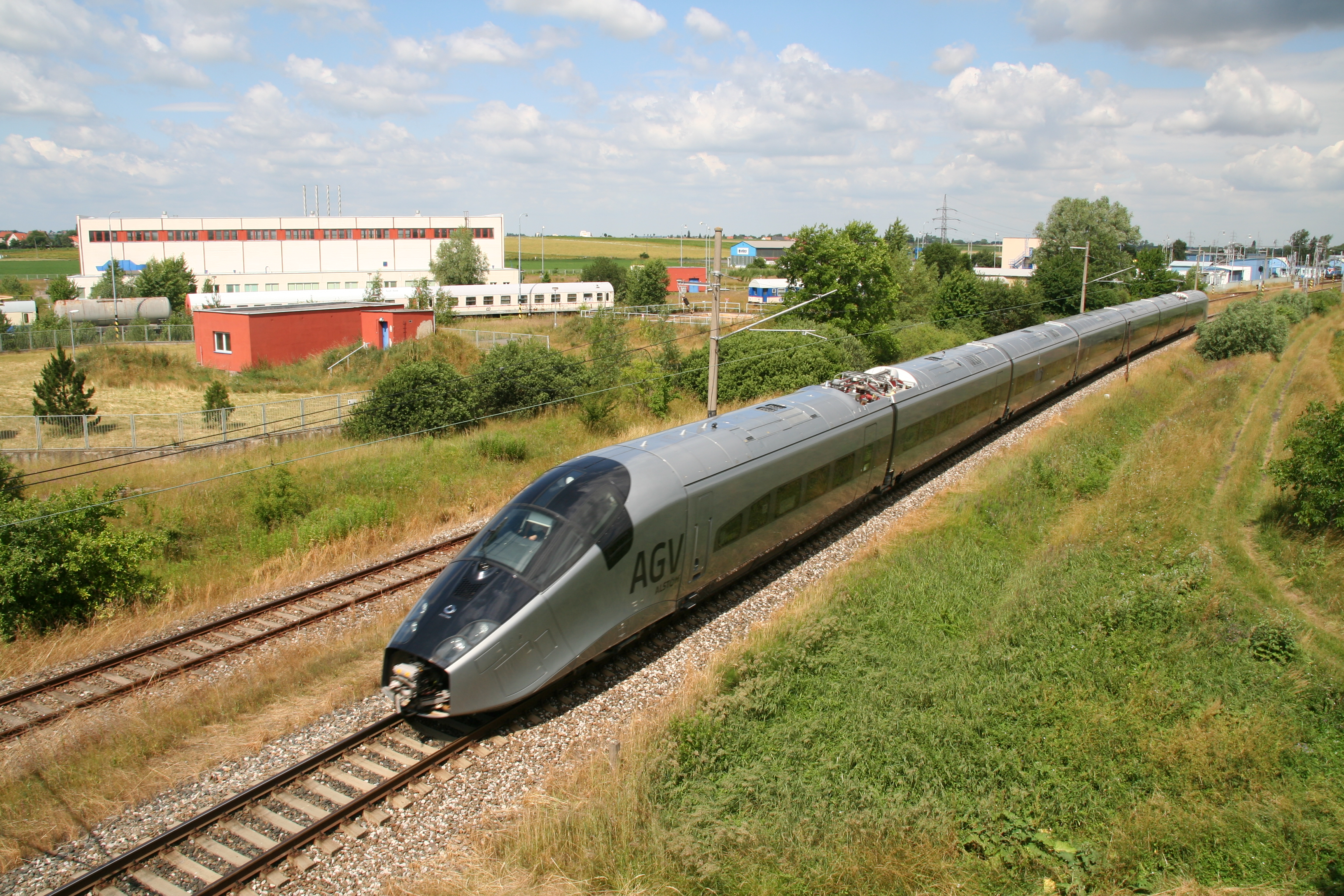
AGV, az első Alstom motorvonat, mely osztott hajtást alkalmaz

Az osztott hajtás, a nagysebességű vonatok Alstom által kifejlesztett új technológiája, amely szakít a koncentrált hajtásrendszerrel (mozdony vagy vonófej vontatta vonatok), felváltva azt a teljes szerelvény hosszában elosztott hajtással.

## Története
Az elektronikus erőátviteli rendszerek fejlődése révén jelentősen csökkent a vasúti szerelvények hajtásrendszereinek mérete. A hajtást ma már egyenletesen el lehet osztani a vasúti kocsik padlózata alatt, ahelyett, hogy minden műszaki berendezés a motorvonat elején és végén kapna helyet, ahogyan az a hagyományos TGV-k esetében történik.
Ez a megoldás helyet szabadít fel az utasok számára a motorkocsikban. Az eredmény mintegy 20%-kal nagyobb utastér, amely a vasúttársaság szándéka szerint felhasználható további ülőhelyek elhelyezésére, azaz a vonat kapacitásnövelésére, illetve különleges területek, pl. várók, üzleti vagy szabadidős területek kialakítására.
Az osztott hajtásrendszer esetén a peron teljes hosszán be lehet szállni a vonatba, szemben a hagyományos vonatokkal, amelyeknél a motorkocsik elfoglalják a peron elejét és végét (dupla vonatszerelvények esetében még a közepét is).
Ez a műszaki megoldás a hármas csoportok elvén alapszik. A vasúti kocsik hármas csoportokat alkotnak: két, motoros forgóvázon nyugvó kocsi fogja közre a hordozó forgóvázzal szerelt harmadikat, amelyen a transzformátor kap helyet. A szerelvény összeállításakor a hármas csoportok közé egy-egy olyan kocsi kerül, amely a segédrendszert is tartalmazza. A szerelvény hossza attól függ, hány hármas csoportból áll.

## Előnyei
- Nagyobb utastér: az AGV szerelvényeken 20%-kal több az utasterület, így 300-650 ülőhelyes szerelvényeket lehet kialakítani,
- Modulrendszer: így a vasúttársaságok a mindenkori kapacitásigényeknek megfelelő szerelvényeket alkalmazhatnak,
- Energiafogyasztás: az új rendszer akár 30%-os energiamegtakarítást is lehetővé tesz a hagyományos vonatokhoz képest,
- Karbantartás: a hagyományos vasúti szerelvényekhez képest a kevesebb forgóvázat igénylő vonat és a nagyobb utasszállítási kapacitás révén 30%-kal csökkenhet a karbantartási költség